# Liceo femminile
Il liceo femminile era una scuola media superiore nata con la riforma del ministro Gentile del 1923.

## Storia
L'iscrizione ai licei delle studentesse era stata introdotta dalla legge Casati nel 1859.
Il liceo femminile costituì la versione statale degli educandati femminili, gestiti da autorità religiose (in genere suore), che sin dal XVIII secolo detenevano il monopolio dell'istruzione delle signorine di agiata famiglia.
In linea con l'istruzione femminile vigente fino a quel momento, le alunne non dovevano approfondire educazione fisica, matematica e scienze  e dovevano semmai affrontare argomenti umanistici collegati a questioni private, nonché concetti di economia domestica e lavoro in casa. Alla fine degli studi in questa scuola si sosteneva un esame, il cui superamento però non permetteva l'accesso all'università. Questo anche perché la licenza liceale era ritenuta la formula piena della formazione, mentre l'Università rappresentava indirizzi nettamente più specialistici, destinati ad una minoranza della popolazione.
La storia di questo liceo durò un brevissimo arco di tempo, venendo chiuso alla fine del primo ciclo scolastico per mancanza di nuove iscrizioni nel 1928.

## Quadro orario
| Liceo femminile                        | I anno | II anno | III anno |
| -------------------------------------- | ------ | ------- | -------- |
| Lingua e Letteratura italiana e latina | 6      | 6       | 6        |
| Storia e geografia                     | 3      | 3       | 3        |
| Diritto, Economia e Filosofia          | 3      | 3       | 3        |
| Lingua straniera (inglese o tedesco)   | 4      | 4       | 4        |
| Disegno                                | 3      | 3       | 3        |
| Musica, canto e danza                  | 2      | 2       | 2        |
| Lavoro femminile ed economia domestica | 3      | 3       | 2        |
| Storia dell'arte                       | 2      | 2       | 2        |
| Lingua francese                        | 4      | 4       | 4        |
| Strumento musicale                     | 2      | 2       | 2        |
| Totale delle ore settimanali           | 32     | 32      | 31       |